# Breakfast Point
Breakfast Point – geograficzna nazwa dzielnicy, (przedmieścia), położona na terenie samorządu lokalnego City of Canada Bay, wchodzącego w skład aglomeracji Sydney, w stanie Nowa Południowa Walia, w Australii.